# تيكس ماغواير
تيكس ماغواير (بالإنجليزية: Tex McGuire)‏ هو موسيقي أمريكي، ولد في 29 فبراير 1909، وتوفي في 2 أغسطس 1992.